# میپلتن (اورگن)
میپلتن (به انگلیسی: Mapleton) یک منطقهٔ مسکونی در ایالات متحده آمریکا است که در شهرستان لین، اورگن واقع شده‌است. میپلتن ۹۱۸ نفر جمعیت دارد.